# Simplaria pseudomilitaris
Simplaria pseudomilitaris är en ringmaskart som först beskrevs av Thiriot-Quievreux 1965.  Simplaria pseudomilitaris ingår i släktet Simplaria och familjen Serpulidae. Arten har ej påträffats i Sverige. Inga underarter finns listade i Catalogue of Life.